# 彼方的阿斯特拉
《彼方的阿斯特拉》，是由篠原健太所創作的科幻題材日本漫畫作品。2016年5月9日至2017年12月30日期間於網絡漫畫平台《少年Jump+》上連載。獲得《這本漫畫真厲害！》男性篇第3名，以及《漫畫大賞2019》最優秀大獎。漫畫改編同名電視動畫於2019年7月至9月播放。
2020年8月22日，本作動畫榮獲日本科幻大獎第51屆星雲獎多媒體部門獎項。

## 故事簡介
九名高中生前往馬庫帕星進行「行星露營」，但登陸後不久即被神秘球體吞噬並傳送到外太空，他們找到廢棄的太空船，並發現眾人身在離家5012光年的位置。儘管資源有限，但他們依舊找到了可嘗試的路徑，打算沿路補給資源並返回故鄉，他們將太空船命名為「阿斯特拉」，由卡納特擔任隊長，就此踏上旅途。
在五個多月的旅程中，他們歷經五個風貌各異的行星，多次面臨生死關頭，並得知眾人的遭遇並非意外，而是牽涉一樁與自己身世有關的陰謀，同時也發現眾人之中有名刺客。根據推論，因為他們都是自己父親或母親出於想要常保年輕而製造的複製人，但由於近日通過的反複製人法案，他們的父母企圖聯手暗殺他們，因此選擇將他們丟到不會被發現屍體的外太空。
當他們行經某星球時，發現該處有架廢棄太空船，裡面的冷凍艙沉睡著太空人波麗娜，波麗娜在得知年代後非常詫異，在隨後的交談中，波麗娜發現這些高中生們的故鄉是阿斯特拉，而且竟不知何謂地球。在對照歷史後，他們得知阿斯特拉和地球在1962年以前的歷史皆相同，但阿斯特拉的歷史在該年因古巴飛彈危機導致第三次世界大戰，之後倖存者組成的世界政府；而波麗娜表示在地球上，科學家發現2057年將有小行星撞擊地球，因此人類藉著蟲洞撤離到另一個行星。波麗娜推測，移居後的地球人成功定居在阿斯特拉，但出於某個原因偽造歷史。
在其他夥伴的協助下，卡納特根據線索推論並捉到了刺客謝魯斯，而謝魯斯也坦白自己的身分和偽造歷史的原因。地球人移居阿斯特拉後，為搶奪資源而開戰，蟲洞被視為武器來使用，導致世界人口減半，最終形成的單一政府決議銷毀蟲洞並改寫歷史和曆法，以防蟲洞再次被當成武器。眾人得知真相後，決議公之於眾，在即將返回阿斯特拉時，他們先將消息傳回，裡面包括了他們行經每個星球的冒險。
之後，一批太空艦隊迎接他們返回阿斯特拉，並告知他們那些非法進行複製人和暗殺未遂的「父母」已被逮捕。這群人在回鄉後一舉成名，之後卡納特和謝魯斯說服政府公開真實的歷史，而太空船「阿斯特拉」號則被放進博物館收藏。七年後，眾人各有各的成就，而卡納特則買下了阿斯特拉號，和伙伴再度探索未知的太空。

## 登場角色
- 聲優排序為電視動畫／廣播劇。

卡納特·霍西吉曼（Kanata Hoshijima），聲：細谷佳正／小林裕介
本作男主角。是個耿直且熱血的少年，擁有卓越的運動神經及求生能力，過去曾在山上遭難，將來的夢想是成為宇宙探險家。
阿莉艾斯·斯普林（Aries Spring），聲：水瀨祈／諏訪彩花
本作女主角兼旁白。擁有過目不忘記憶能力的少女，天生異色瞳，個性開朗、天然，但不會察言觀色，時常講錯話，最喜歡吃喝玩樂睡覺，希望能和旅行的所有人成為朋友。
扎克·沃克（Zack Walker），聲：武内駿輔／濱野大輝
帶著眼鏡，智商高達200的天才少年，個性冷靜有很好的判斷能力，擁有駕駛宇宙船的執照，將來希望能成為科學家。
凱特麗·拉法埃利（Quitterie Raffaëlli），聲：黑澤朋世／Lynn
褐色肌膚的少女。個性倔強任性，很難敞開心扉與他人友善交流，家裡是開醫院的，熟悉醫療方面的知識，希望能成為醫生。
芙尼西亞·拉法埃利（Funicia Raffaëlli），聲：木野日菜／田中爱美
凱德莉的義妹，視凱特麗為親姐姐仰慕，原本兩人關係有點疏遠，但在經歷宇宙難連串事件後關係急速親密起來。
盧卡·艾斯伯基特（Luca Esposito），聲：松田利冴／村瀨步
身材瘦小，個性開朗待人親切，和成員們都能積極地交流，擅長手藝巧妙的細緻工作。故事後期揭露為雙性人，自認為男性。
烏魯克·扎巴科（Ulgar Zweig），聲：内山昂輝／北山恭祐
總是帶著針織帽，頭髮遮住一邊眼睛的少年，個性冷淡，與其他成員都沒有深入交流，精通槍支、弓箭等所有射擊技能。
溫琺·露（Yun-Hua Lu），聲：早見沙織
黑色長髮、帶著眼鏡的高挑少女。因為什麼都做不來而有些自卑，無法在旁人面前展現自我，很擅長唱歌。
謝魯斯·拉克洛瓦（Charce Lacroix），聲：島﨑信長／保志總一朗
金髮的美少年，有著豐富生物知識，對生物鍾愛之情過於強烈，一旦好奇心高漲就會做出些變態舉止的殘念帥哥。
波麗娜·里維斯卡亞（Paulina Levinskaya），聲：生天目仁美
金色長髮的女青年，方舟六號宇航員，在阿斯特拉號來之前處於冷凍睡眠狀態。

## 出版書籍
| 卷數 | 集英社        | 集英社                 | 東立出版社    | 東立出版社             |
| 卷數 | 發售日期      | ISBN                   | 發售日期      | ISBN                   |
| ---- | ------------- | ---------------------- | ------------- | ---------------------- |
| 1    | 2016年7月4日  | ISBN 978-4-08-880843-7 | 2019年2月22日 | ISBN 978-957-26-1916-2 |
| 2    | 2016年11月4日 | ISBN 978-4-08-880869-7 | 2019年5月23日 | ISBN 978-957-26-1917-9 |
| 3    | 2017年4月4日  | ISBN 978-4-08-881065-2 | 2019年8月2日  | ISBN 978-957-26-1918-6 |
| 4    | 2017年8月4日  | ISBN 978-4-08-881144-4 | 2019年9月2日  | ISBN 978-957-26-1919-3 |
| 5    | 2018年2月2日  | ISBN 978-4-08-881314-1 | 2019年10月3日 | ISBN 978-957-26-1920-9 |

## 電視動畫
2019年7月至9月於AT-X、TOKYO MX播放。全12集，第1集和第12集為加長版。

### 製作人員
- 原作：篠原健太[6]
- 導演：安藤正臣[6]
- 導演輔助：柴田裕介[7]
- 系列構成：海法紀光[6]
- 劇本：海法紀光、櫻井光
- 人物設計、總作畫監督：黑澤桂子[7]
- 總作畫監督輔助：山本由美子[7]
- 機甲設計：有澤寬[7]
- 道具設計：本多弘幸[7]
- 宇宙生物設計：廣瀨智仁[7]
- 美術監督：甲斐政俊[7]
- 美術設定：虎順、羽根廣舟[7]
- 色彩設定：多田早希[7]
- 撮影監督：酒井淳子[7]
- CGI：雲雀工作室[7]
- CG導演：加藤大輔[7]
- 2D設計：いまむら[7]
- 監控設計：山田可奈子[7]
- 編集：宮崎直樹[7]
- 音響監督：飯田里樹[7]
- 音樂：横山克、信澤宣明[7]
- 音樂制作：KADOKAWA[7]
- 音響效果：奥田維城[7]
- 音樂製作人：若林豪
- 製片人：田中翔、高野貴志、岩崎大介、尾形光廣、礒谷徳知、村松裕基
- 動畫製作人：比嘉勇二[7]
- 動畫制作：Lerche[6]
- 製作：彼方的阿斯特拉製作委員會[6]

### 主題曲
片頭曲「star*frost」
填詞：安田史生，作曲、編曲：越前谷直樹、田口史也，主唱：nonoc
片尾曲「Glow at the Velocity of Light」
填詞：，作曲：ナスカ，編曲：the Third，主唱：安月名莉子
插入曲「Star of Hope」（第四話）
填詞：篠原健太，作曲、編曲：横山克，主唱：ユンファ・ルー（早見沙織）
插入曲「アストラ号の冒険」（第十二話）
填詞：篠原健太，作曲、編曲：横山克，主唱：ユンファ・ルー（早見沙織）

### 各話列表
| 話數 | 英文標題       | 中文標題   | 劇本            | 分鏡                                    | 演出                | 作畫監督 | 總作畫監督          |
| ---- | -------------- | ---------- | --------------- | --------------------------------------- | ------------------- | --- | ------------------- |
| #01  | PLANET CAMP    | 行星露營   | 海法紀光        | 安藤正臣                                | 安藤正臣 鈴木芳成   | 黑澤桂子、山本由美子、樋口博美 本多弘幸、山本真夕子、藤田亞耶乃 竹上貴雄、堀江由美                           | 黑澤桂子            |
| #02  | WILDERNESS     | 荒野       | 海法紀光        | 柴田裕介                                | 柴田裕介            | 黑澤桂子、山本由美子、樋口博美 廣瀨智仁、山本真夕子、本多弘幸 竹上貴雄、實藤晴香                             | 黑澤桂子 山本由美子 |
| #03  | METEOR         | 流星       | 海法紀光        | 瀨村俊一郎 柴田裕介                     | 福井洋平            | 本多弘幸、竹上貴雄 樋口博美、山本真夕子                                                                      | 黑澤桂子 山本由美子 |
| #04  | STAR OF HOPE   | 希望之星   | 海法紀光        | 柴田裕介                                | 長濱亘彦            | Chang Bum Chul                                                                                               | 黑澤桂子 山本由美子 |
| #05  | PARADISE       | 樂園       | 海法紀光        | 岩畑剛一                                | 鈴木芳成            | 樋口博美、鈴木春香 本多弘幸、山本由美子                                                                      | 黑澤桂子 山本由美子 |
| #06  | SECRET         | 秘密       | 海法紀光        | 濑村俊一                                | 備前克彦            | 吉森直子、村田憲泰                                                                                           | 黑澤桂子 山本由美子 |
| #07  | PAST           | 過去       | 海法紀光        | 岡本英樹                                | 仁昌寺義人          | 樋口博美、賽藤晴香 張鵬、川崎玲奈                                                                            | 黑澤桂子 山本由美子 |
| #08  | LOST AND FOUND | 失踪和發現 | 海法紀光        | 瀨村俊一郎                              | 鈴木輸流郎          | 鐘文山、小關雅                                                                                               | 黑澤桂子 山本由美子 |
| #09  | REVELATION     | 揭示       | 海法紀光        | 岩畑剛一                                | 福井洋平            | 樋口博美、山本由美子                                                                                         | 黑澤桂子 山本由美子 |
| #10  | CULPRIT        | 罪魁祸首   | 櫻井光 海法紀光 | 塚田夏央                                | 濱田將太            | 樋口博美、山本由美子 賽藤晴香、川本由紀子、張鵬                                                              | 黑澤桂子 山本由美子 |
| #11  | CONFESSION     | 坦白       | 櫻井光 海法紀光 | 瀨村俊一郎                              | 夕澄慶英            | 樋口博美、賽藤晴香、川本由紀子 本多弘幸、鈴木春香、張鵬 Park Ji-seung                                        | 黑澤桂子 山本由美子 |
| #12  | FRIEND-SHIP    | 友誼       | 櫻井光          | 柴田裕介、夕澄慶英 仁昌寺義人、安藤正臣 | 柴田裕介 仁昌寺義人 | 樋口博美、張鵬、Park Ji-seung 本多弘幸、小關雅、賽藤晴香 川本由記子、鈴木春香、夕澄慶英 山本由美子、黑澤桂子 | 黑澤桂子 山本由美子 |

### 播放平台
| 播放地區       | 播放電視台     | 播放日期       | 播放時間（UTC+9）   | 備註             |          |
| 電視播放       | 電視播放       | 電視播放       | 電視播放            | 電視播放         | 電視播放 |
| -------------- | -------------- | -------------- | ------------------- | ---------------- | -------- |
| 日本全國       | AT-X           | 2019年7月3日－ | 星期三 21:00－21:30 | 製作參加、CS播放 |          |
| 東京都         | TOKYO MX       | 2019年7月4日－ | 星期四 1:05－1:35   |                  |          |
| 京都府         | KBS京都        | 2019年7月4日－ | 星期四 1:05－1:35   |                  |          |
| 兵庫縣         | SUN電視台      | 2019年7月4日－ | 星期四 1:30－2:00   |                  |          |
| 日本全國       | BS11           | 2019年7月4日－ | 星期四 1:30－2:00   |                  |          |
| 網路播放       |                |                |                     |                  |          |
| 日本           | DOCOMO動畫商城 | 2019年7月3日－ | 星期三 21:30        |                  |          |
| 日本           | 亞馬遜影片     | 2019年7月3日－ | 星期三 21:30        |                  |          |
| 香港           | bilibili       | 2019年7月3日－ | 星期三              | 繁體中文字幕     |          |
| 澳門           | bilibili       | 2019年7月3日－ | 星期三              | 繁體中文字幕     |          |
| 臺灣           | bilibili       | 2019年7月3日－ | 星期三              | 繁體中文字幕     |          |
| 巴哈姆特動畫瘋 |                | 2019年7月3日－ | 星期三              | 繁體中文字幕     |          |
| LINE TV        |                | 2019年7月3日－ | 星期三              | 繁體中文字幕     |          |
| 中華電信MOD    |                | 2019年7月3日－ | 星期三              | 繁體中文字幕     |          |
| KKTV           |                | 2019年7月3日－ | 星期三              | 繁體中文字幕     |          |
| 愛奇藝         |                | 2019年7月3日－ | 星期三              | 繁體中文字幕     |          |

### BD／DVD
| 卷數 | 發售日期       | 收錄話數      | 規格編號   | 規格編號   |
| 卷數 | 發售日期       | 收錄話數      | 藍光版     | DVD版      |
| ---- | -------------- | ------------- | ---------- | ---------- |
| 上   | 2019年10月25日 | 第1話－第6話  | ZMAZ-13421 | ZMSZ-13431 |
| 下   | 2019年12月25日 | 第7話－第12話 | ZMAZ-13422 | ZMSZ-13432 |

## 外部連結
- 彼方的阿斯特拉 | 少年Jump+ （页面存档备份，存于） （日語）
- 彼方的阿斯特拉官方的X（前Twitter）（日語）
- 電視動畫《彼方的阿斯特拉》官方網站 （页面存档备份，存于） （日語）
- 電視動畫《彼方的阿斯特拉》官方的X（前Twitter）（日語）